# Cherry Hills Village
Cherry Hills Village ist eine Home Rule Municipality im Arapahoe County in Colorado, Vereinigte Staaten. Im Jahr 2000 hatte der Ort 5958 Einwohner. Mit einem durchschnittlichen Haushaltseinkommen von 232.492 US-Dollar ist die Stadt eine der wohlhabendsten Siedlungen in den Vereinigten Staaten.
Eine der prestigereichsten Schulen Colorados, die Kent Denver School, an der Madeleine Albright studierte, befindet sich hier.
Die Stadt war zweimal Gastgeber der PGA Championship (1941 und 1985) und richtete auch die U.S. Women’s Open Golf Championship 2005 aus.

## Geographie
Die geographischen Koordinaten von Cherry Hills Village sind 39° 38′ N, 104° 57′ W (39,637437, −104,947452).
Nach den Angaben des United States Census Bureau hat die Stadt eine Fläche von 16,2 km², wovon 16,1 km² auf Land und 0,1 km² (= 0,64 %) auf Gewässer entfallen.

## Demographie
Zum Zeitpunkt des United States Census 2000 wohnten in der Stadt 5958 Personen. Die Bevölkerungsdichte betrug 369,8 Personen pro km². Es gab 2023 Wohneinheiten, durchschnittlich 125,6 pro km². Die Bevölkerung von Cherry Hills Village bestand zu 96,06 % aus Weißen, 0,64 % Schwarzen oder African Americans, 0,15 % Native Americans, 1,51 % Asiaten, 0,57 % gaben an, anderen Rassen anzugehören und 1,07 % nannten zwei oder mehr Rassen. 1,88 % der Bevölkerung erklärten, Hispanos oder Latinos jeglicher Rasse zu sein.
Die Stadtbewohner verteilten sich auf 1980 Haushalte, von denen in 45,8 % Kinder unter 18 Jahren lebten. 84,0 % der Haushalte stellten Verheiratete, 3,5 % hatten einen weiblichen Haushaltsvorstand ohne Ehemann und 10,8 % bildeten keine Familien. 9,1 % der Haushalte bestanden aus Einzelpersonen und in 5,3 % aller Haushalte lebte jemand im Alter von 65 Jahren oder mehr alleine. Die durchschnittliche Haushaltsgröße betrug 3,01 und die durchschnittliche Familiengröße 3,20 Personen.
Die Stadtbevölkerung verteilte sich auf 31,4 % Minderjährige, 3,9 % 18–24-Jährige, 17,1 % 25–44-Jährige, 35,0 % 45–64-Jährige und 12,6 % im Alter von 65 Jahren oder mehr. Das Durchschnittsalter betrug 44 Jahre. Auf jeweils 100 Frauen entfielen 100,7 Männer. Bei den über 18-Jährigen entfielen auf 100 Frauen 98,8 Männer.